# M-Flo
M-Flo (エムフロウ, Emu Furō, stylisé m-flo) est un groupe de hip-hop japonais, composé de DJ Taku, et de MC Verbal.
Formé à la fin des années 1990, le groupe annonce une pause en 2008, afin que ses membres se consacrent à d'autres projets. En 2012, le groupe met un terme à sa pause et publie l'album Square One, le 14 mars 2012.

## Biographie

### Origines
Verbal (de son vrai nom Ryu Young Gi ; en coréen : 류영기/유영기, hanja : 柳榮起]) et Taku Takahashi (高橋 拓, Takahashi Taku) se rencontrent pendant leurs études à l'école internationale St. Mary de Tokyo. Le duo collabore avec le groupe N.M.D., dans lequel Takahashi battait et Verbal chantait.
Après avoir obtenu son diplôme, Verbal étudie au Boston College et au Gordon-Conwell Theological Seminary de Boston, et Taku emménage pour étudier à Los Angeles. De ce fait, les deux utilisent couramment l'anglais dans leurs paroles. Après leur retour au Japon, le duo joue dans des clubs et à la télévision, souhaitant attirer l'attention des labels. En 1998, Taku rencontre Asakawa Masaji, directeur de management de la société Artimage et DJ du groupe GTS. Masaji invite Taku à produire dans le film drama The Way We Were de Barbra Streisand avec un rap de Verbal. La chanson est publiée au format vinyle en 1998 au label indépendant Rhythm Republic, d'Avex Trax, puis sur la compilation The Intergalactic Collection ~ギャラコレ~, et se vend à près de 1 000 exemplaires.

### Formation (1998)
Après la sortie de The Way We Were, Verbal et Taku invitent Elizabeth Sakura Narita, mieux connue sous le nom de Lisa, une de leurs amies à l'école  St. Mary, qui jouait en solo et dans plusieurs autres projets sous le nom de Unika, à jouer sur leur deuxième single, Been So Long, publié sous le nom de Mediarite-Flow.
Le nom est une mauvaise épellation de 'meteorite flow', et Verbal souhaitait que le groupe se fasse entendre des médias et « surprendre la masse avec de la bonne musique. » Il est raccourci par le label du groupe en M-Flo. La chanson est publiée chez Rhythm Republic en 1998 en édition limitée, attirant l'attention de Rhythm Zone (Avex Trax).

### Planet Shining(1999–2000)
Le premier album du groupe chez Rhythm Zone, The Tripod E.P., est un single double face-A qui comprend une réédition de Been So Long et la nouvelle chanson Flo Jack, est publiée le 7 juillet 1999. L'EP atteint la 17e position de l'Oricon, et Been so Long est racheté par Konami pour le jeu vidéo beatmania IIDX, qui comprend aussi les chansons The Rhyme Brokers et Flo-jack. Le groupe publie ensuite son premier album, Planet Shining, le 23 février 2000. L'album se classe sixième de l'Oricon.

### Expo Expo (2000–2002)
Après la sortie de l'album remix de Planet Shining, The Replacement Percussionists, en août 2000, le groupe publie le premier single de son deuxième album, How You Like Me Now?, le 1er septembre 2000. En janvier 2001, ils sortent Come Again, qui atteint la quatrième place de l'Oricon, et qui se vend à plus de 389 760 du exemplaires, et devient l'un des 50 albums les plus vendus au Japon en 2001. Leur deuxième album, Expo Expo, est publié le 28 mars 2001, et atteint la troisième place de l'Oricon. Expo Expo est suivi par une tournée japonaise, tournée et publiée en CD/DVD en septembre 2001, et par un album remixes de Expo Expo, Expo Bouei Robot Gran Sonik, en novembre.
Après la sortie de Expo Bouei Robot Gran Sonik, Lisa annonce son départ du groupe, souhaitant poursuivre une carrière en solo, en 2002. La séparation se fait  après un coup de tête lors d'une émission de télévision. Verbal décrira ce départ « égoïste ».

### M-Flo Loves…(2003–2009)
Après une période d'inactivité, durant laquelle Verbal et Taku s'engagent dans des projets parallèles, m-flo publie une collection de collaborations intitulée Sotoshigoto: M-Flo Turns It Out! et, le 5 mars 2003, un best-of spécial fan, The Intergalactic Collection ~ギャラコレ~. Inspiré par The Neptunes, le 6 juin 2003, le groupe publie deux collaborations avec la chanteuse de RnB Crystal Kay, Reeewind! et I Like It. Les singles sont publiés sous le nom de M-Flo Loves Crystal Kay et Crystal Kay Loves M-Flo, respectivement, et atteignent le top 10. Reeewind! comprend quelques collaborations qui s'étendent en quatre et trois albums.
Astromantic comprend des collaborations avec les plus grands noms de pop, jazz, RnB et electronica comme Chemistry, Double et Ryuichi Sakamoto et atteint la deuxième place de l'Oricon. L'album est suivi par un DVD et un album remix, Astromantic Charm School. Le groupe sort un autre album, Beat Space Nine, en 2005. Le troisième album de leur série M-Flo Loves, Cosmicolor, est publié le 28 mars 2007. En 2009, le groupe célèbre son dixième anniversaire au Yoyogi National Stadium de Tokyo, devant 13 000 personnes. Ces tournée marque la fin de la série M-Flo Loves....

### Retour (depuis 2011)
En septembre 2011, m-flo joue à l'événement de Reebok, Reethym of Lite. Ils y jouent une chanson intitulée Run.
Le 13 mars 2013, un an après Square One, m-flo publie son septième album, Neven.

## Jeux vidéo
M-Flo a contribué à l'industrie du jeu vidéo en sortant des chansons pour les jeux, ou en tournant dans des publicités. Pour la première version du jeu Beatmania IIDX, M-Flo a participé avec des versions courtes de ses titres L.O.T. (Love or Truth), Mirrorball Satellite 2012, The Theme from flo jack, been so long, et The Rhyme Brokers. Certains de ces titres figurent également dans le jeu Dance Dance Revolution.
Une version de la chanson TRIPOD BABY (de l'album BEAT SPACE NINE) figure dans Shadow the Hedgehog (sorti en novembre 2005). Taku et Verbal sont en effet des grands fans de Shadow.

## Membres

### Taku
Alias : ☆TAKU, Taku Takahashi, Startak. Né sous le nom de Taku Takahashi le 29 mars 1974 à Yokohama. Il rencontra Verbal à la St. Mary's International School à Setagaya (Tokyo). À part M-Flo, il a produit des artistes comme Crystal Kay ou encore Melody. Il a également son propre label, Tachytelic Records. Étant le DJ de M-Flo, sa voix est rarement présente dans les titres. On peut toutefois entendre son rap dans certaines chansons, comme  The Rhyme Brokers, gET oN! ou encore VANESSA. Il fait également partie du groupe de DJ ravex, qui est associé avec le label AVEX.

### Verbal
Johnny Astro, Vincent Galluo, Mr. V, L Universe, The Funky Président. Né sous le nom de Ryu Yong Gi (Coréen: 류영기/유영기, Hanja: 柳榮起) à Tokyo, le 21 août 1975, de parents coréens. Il commença à rapper à l'âge de 14 ans et fit ses études en Théologie à l'université de Boston.
Il fit de nombreux duo, notamment avec le groupe 2NE1, Melody, Koda Kumi, Crystal Kay, BoA, Chemistry. En 2003, il prit part au projet SUITE CHIC qui réunit les grands noms du hip-hop Japonais comme Namie Amuro, DABO ou encore la légende du rap japonais Zeebra. 
Il fait également partie des Teriyaki Boyz, un supergroupe de rap japonais associé au label (B)Ape Sounds.

### Lisa
Longtemps associée au groupe, elle le quitte en 2002 pour se lancer dans une carrière solo.

## Discographie

### Albums studio
- 2000 - Planet Shining
- 2001 - EXPO EXPO
- 2004 - ASTROMANTIC
- 2005 - Beat Space Nine
- 2007 - Cosmicolor
- 2012 - SQUARE ONE
- 2013 - NEVEN

### Albums remix
- 2000 - The Replacement Percussionists
- 2001 - EXPO Bouei Robot GRAN SONIK
- 2004 - ASTROMANTIC CHARM SCHOOL
- 2005 - Dope Space Nine
- 2007 - electriCOLOR -COMPLETE REMIX-

### Best-of
- 2003 - The Intergalactic Collection ~ギャラコレ~
- 2008 - Award SuperNova -Loves Best-
- 2009 - MF10 -10th ANNIVERSARY BEST-

### Compilations
1. 27 février 2002 - Sotoshigoto ~m-flo turns it out!~
2. 17 mars 2003 - m-flo inside
3. 26 juillet 2006 - m-flo inside - WORKS BEST II-
4. 18 mars 2009 - m-flo inside - WORKS BEST III-
5. 16 septembre 2009 - Tribute: Maison de M-Flo
6. 8 septembre 2010 - m-flo inside - WORKS BEST IV-
7. 27 mars 2013 - m-flo inside - WORKS BEST V-

## DVD
- TUNNEL VISION (9 septembre 2000)
- M-Flo Tour 2001 "EXPO EXPO" (27 septembre 2001)
- The Intergalactic Collectors Item (19 mars 2003)
- ASTROMANTIC DVD (23 février 2005)
- M-Flo Tour 2005 Beat Space Nine at Nippon Budokan (22 février 2006)
- M-Flo TOUR 2007 COSMICOLOR at Yokohama Arena (31 octobre 2007)